# Médiathèque de la Communauté française de Belgique
 (février 2025).
La Médiathèque de la Communauté française de Belgique, dite aussi Médiathèque Nouvelle ou, anciennement, PointCulture, est une association sans but lucratif qui a pour raison sociale la conservation et le prêt de documents sonores et audiovisuels sur le territoire de la Communauté française de Belgique, au travers de treize points de prêts et avec l'aide de quatre discobus.
Depuis novembre 2006, cette association offre la possibilité d'achat de musique en ligne.
Avec pas moins de 40 000 fichiers soit 3 000 albums, les MP3 vendus sont apparemment[réf. nécessaire] sans DRM et donc accessibles sur tous les supports.